# 吉迪彭·堤帕亞塔亞勒
吉迪彭·堤帕亞塔亞勒（羅馬化：Kittipon Tippayatayarut，1998年4月24日—），小名Au，為A Entertainment旗下藝人。

## 演藝經歷
Au目前與素帕猜·斯里維吉旗下經紀公司A Entertainment簽約，成為旗下藝人。
2023年，出演梅拉達·蘇斯麗的個人單曲"แนะนำให้เป็นแฟนเรา"〈建議你做我男友〉的MV。
同年，搭檔蘭可拉薇·昂庫瓦拉沃特、帕努瓦·普利馬尼楠與丹妮絲·潔莉爾查·卡本首度主演3台的電視劇《愛情遊戲心計》。

## 影視作品

### 電視劇
| 首播年份 | 戲名             | 戲名   | 播放平台    | 角色     | 備註 |
| 首播年份 | 譯名             | 原文名 | 播放平台    | 角色     | 備註 |
| 2023年   | 《愛情遊戲心計》 |        | Ch3Thailand | Anon     | 主演 |
| 2025年   | 《日光褪盡》     |        | Ch3Thailand | Kongthap | 主演 |

### 音樂錄影帶
| 年份   | 歌曲名稱       | 歌曲名稱 | 歌手          |
| 年份   | 譯名           | 原文名   | 歌手          |
| 2023年 | 建議你做我男友 |          | 梅拉達·蘇斯麗 |
| 2025年 | 打勾勾         |          | Blyss         |

## 獎項與提名
| 年份   | 頒獎典禮            | 獎項           | 提名作品／人物      | 結果 | 來源 |
| 2024年 | Maya TV Awards 2024 | 年度新晉男演員 | 吉迪彭·堤帕亞塔亞勒 | 提名 |      |

## 外部連結
- 吉迪彭·堤帕亞塔亞勒的Instagram帳戶（泰文）